# Zhang Daoling
Dans ce nom chinois, le nom de famille, Zhang, précède le nom personnel.
Pour les articles homonymes, voir Zhang.
Zhang Ling (張陵), ultérieurement appelé Zhang Daoling (張道陵) ou Chang Tao-ling (34-156), est considéré par la tradition taoïste chinoise comme le fondateur de l'École des cinq boisseaux de riz wu tou mi dao 五斗米道 qu'il aurait transmise à son fils Zhang Heng (張衡), et le premier des Maîtres célestes. Sa vie est essentiellement légendaire et on dispose de très peu d’informations fiables sur lui. Il n’est en effet connu des sources historiques qu’à travers les passages consacrées à son petit-fils Zhang Lu, qui fit entrer les Cinq boisseaux et les Maîtres célestes dans l’histoire.

## Biographie

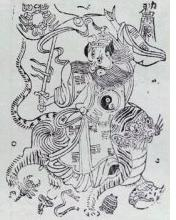
Zhang Daoling, premier Maître céleste

Il serait né en 34 apr. J.-C., sous les Han postérieurs, originaire du comté de Feng (豐縣), pays de Pei (沛國), Jiangsu, et se serait installé sous l’empereur Shundi (125-144) au Sichuan, région un peu excentrée, ancien État et futur royaume de Shu, sur un mont nommé Huming (鵠鳴) « cri des oies sauvages » ou Heming (鶴鳴) « cri des grues ». Sa femme se nommerait Yong. Il serait mort en 156 à Hanzhong, dans le Shaanxi.
Après avoir vécu une enfance pauvre et une jeunesse vouée à l'apprentissage, il mène une vie de renonçant, exerçant ses talents d'exorciste et de guérisseur.
Il fonde la première église taoïste, le Tianshi Dao aussi appelée École des cinq boisseaux de riz ou wu tou mi dao 五斗米道, afin d'organiser les croyances et récolter les dons des fidèles (redistribués aux plus pauvres), en prônant une purification du corps par une purification de l'âme, et récusant les sacrifices d'animaux. En avouant ses péchés publiquement, le fidèle s'assurait une rémission et une bonne fortune.
Lao Zi lui serait apparu en 142 lors d'une révélation alors qu'il avait presque 110 ans pour lui transmettre des formules magiques, dont le Talisman secret de la puissante alliance de la vérité et de l'unité (Zhengyimengwei milu 正一盟威秘籙), destinées à obtenir l’assistance des pouvoirs célestes et à protéger les fidèles, en particulier du cataclysme qui approchait avant l’arrivée de la Grande paix. Grâce à ses pouvoirs miraculeux, il aurait eu la capacité d'apparaître en divers lieux (bilocation). Il aurait ensuite confectionné divers élixirs de longue vie à partir de manuscrits trouvés sur le mont Wan.
Il fonde ensuite le premier État théocratique[réf. nécessaire] accueillant plusieurs centaines de milliers de fidèles en quelques décennies. Le texte de base est le Tao Tö King de Laozi, mais adapté et commenté par Zhang Daoling dans son ouvrage Xiang'er' zhu (想爾) (dont une copie partielle datant de l'an 500 a été retrouvée).
C'est l'empereur Taiwudi (règne 424-452) qui lui conféra le titre posthume de Tian Shi (Maître céleste) en honneur de sa piété.
La vie de Zhang Ling dans les Biographies des maîtres célestes de la dynastie Han (漢天師世家), ouvrage rédigé au XIVe siècle par Zhang Zhengchang (張正常), 42e maître, s’enrichit de détails sans réelle base historique : son prénom social est Fuhan (輔漢) ; né en 34, lettré, il est envoyé comme fonctionnaire dans le Sichuan à Jiangzhou (江州). Sous l’empereur Mingdi (58-75), il se retire sur le mont Beiqiu (北邙山) et refuse deux invitations impériales à revenir à la cour. Il se rend ensuite au mont Heming où il rencontre Laozi qui lui remet –ou lui inspire – plusieurs ouvrages dont Le Talisman de la puissante alliance. Il meurt - ou plutôt devient en quelque sorte immortel - en 156, à 123 ans, sur le mont Qingcheng (青城山). Selon certains il s'envole accompagné de sa famille et de quelques disciples.
D’autres traditions sans fondement lui prêtent des relations de parenté avec des Zhang célèbres de la dynastie Han : neuvième descendant de Zhang Liang, Marquis de Liu (留侯張良), ou grand-père de Zhang Jiao, chef des Taipings.

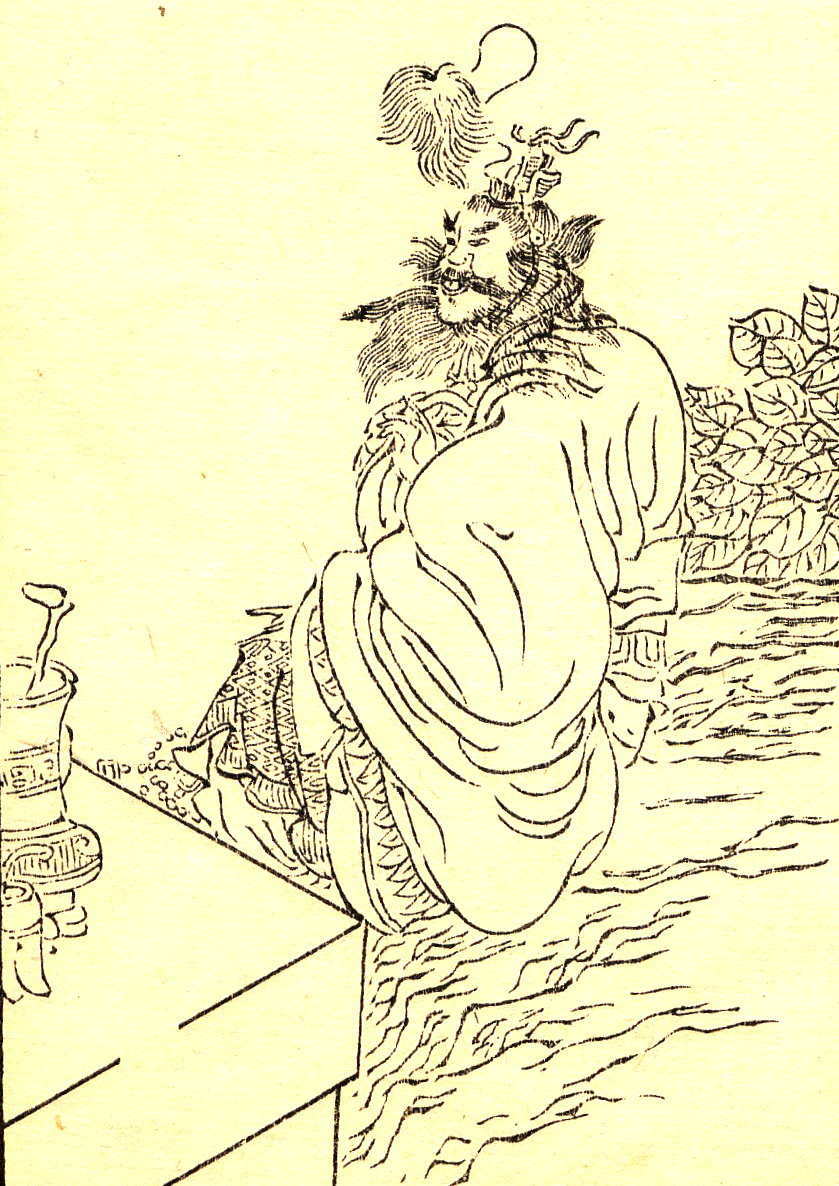
Zhang Daoling dessiné en 1923.

## Enseignement
Le pouvoir de ce nouveau patriarcat se transmet exclusivement de père en fils. Ainsi Zhang Heng hérite-il de son père.
Son école - telle qu'elle est connue à l'époque de son petit-fils Zhang Lu - s'apparente à une secte en rébellion contre le confucianisme officiel et le pouvoir politique trop préoccupés par leurs impôts ; elle est d'essence mystique puisqu'elle prône la foi comme rémission des péchés et des maladies et que ses membres se revendiquent comme des élus. Il faut y voir davantage une tentative de préservation des traditions authentiques plutôt qu'un mouvement révolutionnaire : le sage ne se compromettant pas dans la corruption et l'exploitation du peuple.
Une tradition le fait ermite pendant une période sur le mont Longhu où se serait installé Zhang Sheng (張盛), troisième ou quatrième fils de Zhang Lu, instaurant une lignée prétendument ininterrompue de Maîtres célestes Zhang. Ces derniers, chefs du courant de la Puissante alliance, émergent en fait sous la dynastie Song, et leur relation avec Zhang Daoling est impossible à vérifier. Leur représentant actuel, le 64e maître Zhang Yuanxian (張源先), vit à Taïwan.

## Culte
Zhang Daoling est devenu au fil du temps une véritable déité dans toute l'Asie du Sud-Est en tant que Zhang Tianshi, où il est loué pour ses exorcismes. Son image, chevauchant un tigre et brandissant une épée, ou son sceau, protège les maisons des mauvais esprits. Ses charmes éloignent la maladie et les troubles. Certains jours lui sont dédiés : le 28e du 4e mois, le 15e du 1er et du 2e mois (anniversaire de Laozi).

## Œuvres

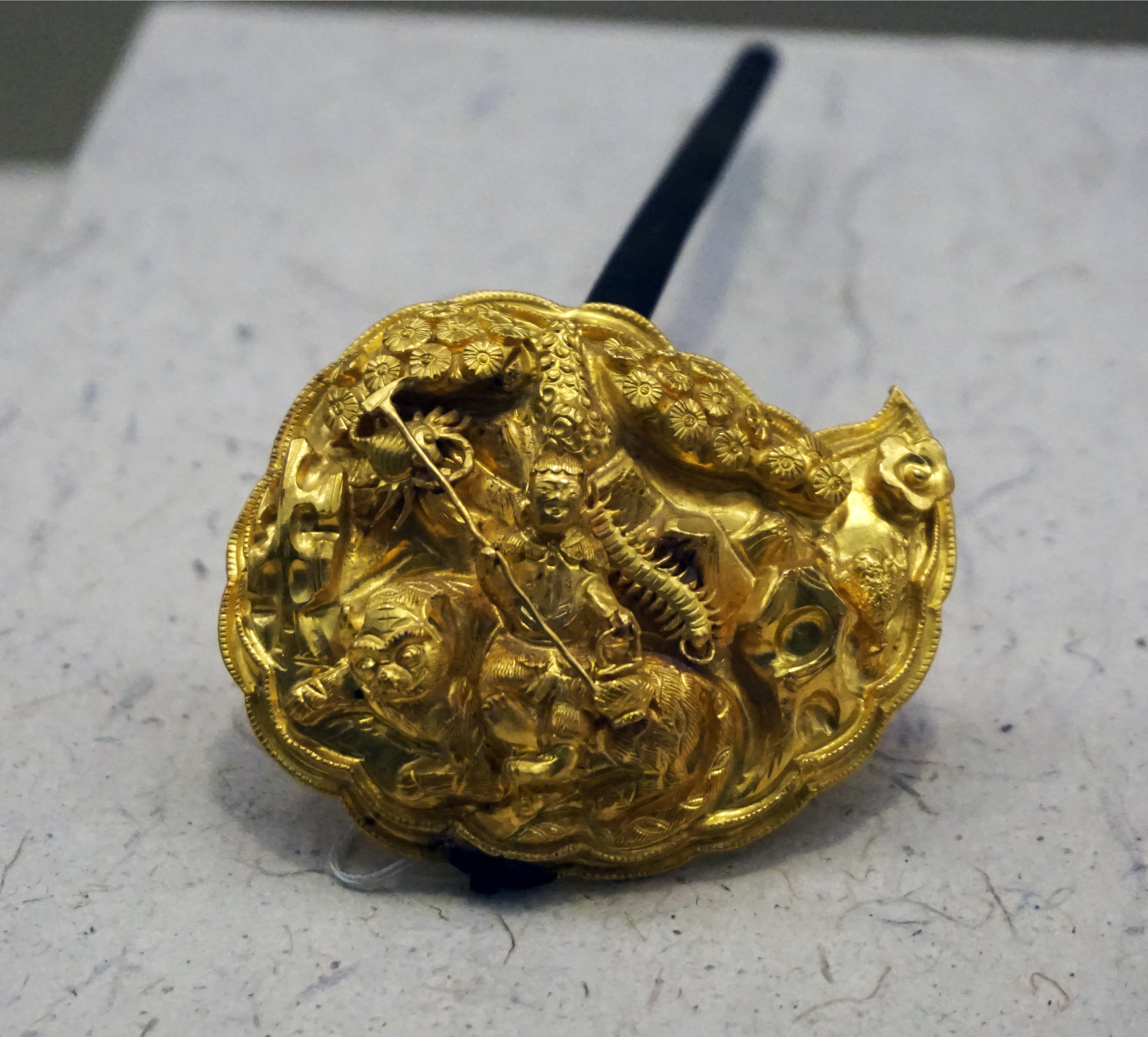
Sceau de Zhang Tianshi

Outre Le Talisman de la puissante alliance, plusieurs recueils de talismans et formules magiques lui sont attribués, de façon permanente ou occasionnelle, par la tradition :
- Le livre des trois purs (Sanqing zhongjing 三清眾經)
- Les secrets des talismans et du four de cinabre (Fuludanzao mijue 符籙丹灶秘訣)
- Les épées mâle et femelle contre le mal (Sanwuzhanxie cixiongershenjian 三五斬邪雌雄二神劍)
- Le sceau de Yangping (Yangping zhidugongyin 陽平治都功印)
- Le commentaire Xiang'er (Laozi xianger zhu 老子想爾注) du Livre de la Voie et de la Vertu
- Le livre des cinq talismans (Wufujing 五符經)